# Club Baloncesto Málaga 2011-2012
Questa voce raccoglie le informazioni riguardanti il Club Baloncesto Málaga nelle competizioni ufficiali della stagione 2011-2012.

## Stagione
La stagione 2011-2012 del Club Baloncesto Málaga è la 20ª nel massimo campionato spagnolo di pallacanestro, la Liga ACB.

## Roster
Aggiornato al 21 marzo 2022.
| Unicaja Málaga 2011-12 | Unicaja Málaga 2011-12 |
| Giocatori              | Staff tecnico          |
| ---------------------- | ---------------------- |

| N. | Naz.                                                | Ruolo | Nome                | Anno | Alt.   | Peso   |  |
| -- | --------------------------------------------------- | ----- | ------------------- | ---- | ------ | ------ |  |
| 5  | Spagna (bandiera)                                   | AP    | Berni Rodríguez (C) | 1980 | 197 cm | 92 kg  |  |
| 6  | Stati Uniti (bandiera) · Bulgaria (bandiera)        | P     | E.J. Rowland        | 1983 | 190 cm | 86 kg  |  |
| 7  | Brasile (bandiera) · Spagna (bandiera)              | C     | Augusto Lima        | 1991 | 208 cm | 110 kg |  |
| 8  | Stati Uniti (bandiera)                              | G     | Troy DeVries        | 1982 | 192 cm | 90 kg  |  |
| 9  | Lettonia (bandiera)                                 | P     | Kristaps Valters    | 1981 | 188 cm | 75 kg  |  |
| 10 | Croazia (bandiera)                                  | AG    | Hrvoje Perić        | 1985 | 202 cm | 103 kg |  |
| 12 | Stati Uniti (bandiera)                              | AP    | Tremmell Darden     | 1981 | 194 cm | 91 kg  |  |
| 15 | Spagna (bandiera)                                   | AC    | Jorge Garbajosa     | 1977 | 206 cm | 111 kg |  |
| 16 | Spagna (bandiera)                                   | GA    | Álex Abrines        | 1993 | 196 cm | 84 kg  |  |
| 17 | Serbia (bandiera)                                   | C     | Ognjen Kuzmić       | 1990 | 214 cm | 110 kg |  |
| 19 | Regno Unito (bandiera)                              | C     | Joel Freeland       | 1987 | 210 cm | 110 kg |  |
| 20 | Stati Uniti (bandiera)                              | AP    | Mark Payne          | 1988 | 203 cm | 101 kg |  |
| 21 | Croazia (bandiera)                                  | C     | Luka Žorić          | 1984 | 211 cm | 110 kg |  |
| 22 | Bosnia ed Erzegovina (bandiera) · Spagna (bandiera) | C     | Nedžad Sinanović    | 1983 | 221 cm | 110 kg |  |
| 23 | Stati Uniti (bandiera)                              | G     | Gerald Fitch        | 1982 | 191 cm | 85 kg  |  |
| 24 | Spagna (bandiera)                                   | P     | Pepe Pozas          | 1992 | 182 cm | 82 kg  |  |
| 25 | Spagna (bandiera)                                   | P     | Alberto Díaz        | 1994 | 186 cm | 78 kg  |  |
| 34 | Spagna (bandiera)                                   | AP    | Saúl Blanco         | 1985 | 196 cm | 95 kg  |  |
| -  | Rep. Ceca (bandiera) · Spagna (bandiera)            | AG    | Samuel Faifr        | 1993 | 201 cm |        |  |
| -  | Senegal (bandiera) · Spagna (bandiera)              | C     | El Hadji Fall       | 1992 | 211 cm | 98 kg  |  |
| -  | Serbia (bandiera)                                   | G     | Uroš Tripković (IN) | 1986 | 197 cm | 84 kg  |  |

| Allenatore                                                                                  |
| - Chus Mateo (fino al 19 marzo) - Luis Casimiro (dal 20 marzo)                              |
| Assistente/i                                                                                |
| - Paco Aurioles - Ángel Sánchez-Cañete Legenda - (C) Capitano - (IN) Inattivo - Infortunato |

## Mercato

### Sessione estiva
| Acquisti | Acquisti         | Acquisti         | Acquisti      | Acquisti |
| R.a      | Nome             | da               | Modalità      |          |
| -------- | ---------------- | ---------------- | ------------- | -------- |
| P        | E.J. Rowland     | Triboldi         | definitivo    |          |
| C        | Luka Žorić       | KK Zagabria      | definitivo    |          |
| P        | Kristaps Valters | Fuenlabrada      | definitivo    |          |
| AG       | Hrvoje Perić     | Pall. Treviso    | fine prestito |          |
| AP       | Tremmell Darden  | Nancy            | definitivo    |          |
| P        | Rai López        | Atapuerca Burgos | fine prestito |          |
| C        | Augusto Lima     | Granada          | fine prestito |          |
| P        | Rafael Luz       | Granada          | fine prestito |          |
| C        | Ognjen Kuzmić    | Čelik Zenica     | definitivo    |          |
| C        | El Hadji Fall    | Guadalajara      | fine prestito |          |

| Cessioni | Cessioni         | Cessioni         | Cessioni       | Cessioni |
| R.       | Nome             | a                | Modalità       |          |
| -------- | ---------------- | ---------------- | -------------- | -------- |
| P        | Roderick Blakney | Lokomotiv Kuban' | fine contratto |          |
| AP       | Pablo Almazán    | Saragozza        | fine contratto |          |
| AG       | Carlos Jiménez   | Estudiantes      | fine contratto |          |
| P        | Terrell McIntyre | Virtus Bologna   | rescissione    |          |
| AG       | Guillem Rubio    | Siviglia         | fine contratto |          |
| C        | Robert Archibald | Saragozza        | fine contratto |          |
| P        | Rai López        | Granada          | fine contratto |          |
| C        | Augusto Lima     | Axarquía         | prestito       |          |
| P        | Rafael Luz       | Alicante         | prestito       |          |

### Dopo l'inizio della stagione
| Acquisti | Acquisti     | Acquisti | Acquisti        | Acquisti      |
| R.       | Nome         | da       | Data            | Modalità      |
| -------- | ------------ | -------- | --------------- | ------------- |
| AP       | Mark Payne   | Axarquía | 2 dicembre 2011 | definitivo    |
| C        | Augusto Lima | Axarquía | 18 gennaio 2012 | fine prestito |
| G        | Troy DeVries | Melilla  | 14 marzo 2012   | definitivo    |

| Cessioni | Cessioni       | Cessioni    | Cessioni        | Cessioni    |
| R.       | Nome           | a           | Data            | Modalità    |
| -------- | -------------- | ----------- | --------------- | ----------- |
| G        | Uroš Tripković | Free agent  | 5 gennaio 2012  | rescissione |
| AP       | Saúl Blanco    | Fuenlabrada | 10 gennaio 2012 | rescissione |
| G        | Gerald Fitch   | Free agent  | 15 marzo 2012   | rescissione |